# 布羅卡島
布羅卡島（英語：Broka Island）是南極洲的島嶼，位於肯普地，處於洛角以北4公里和哈弗斯泰因島以西2公里，長7公里，最高點海拔高度140米，根據挪威探險隊拍攝的空中照片繪入地圖，現時由南極條約體系管理。